# Lycée Edgar Poe
El Liceu Edgar Poe (Lycée Edgar Poe) és un centre privat francès d'ensenyament secundari, situat al número 2 de la rue du Faubourg-Poissonnière, al 10è districte de París. Deu el seu nom a l'escriptor nord-americà Edgar Allan Poe (1809-1849).
El seu lema a la pàgina web de l'escola és "L’intérêt pour l’élève développe l’intérêt de l’élève". El setembre de 1997, Christian i Évelyne Clinet, professors de Matemàtiques i Química física a Edgar Poe des de feia més de 20 anys, van assumir la direcció de l'escola després de la jubilació de Jean-Charles Sebaoun.

## Ex-alumnes famosos[calcitació]
- Olivier Caudron (nascut el 1955), cantant.
- François Ravard (nascut el 1957), productor discogràfic i cinematogràfic francès.